# Han Shizhong
Han Shizhong (chinois : 韓世忠) (1089–1151) est un général chinois de la fin de la dynastie Song du Nord et du début de la dynastie Song du Sud. Il dédie toute sa vie à servir la dynastie Song et est l'auteur de plusieurs actes légendaires. On le décrit souvent comme couvert de cicatrices et ne possédant à sa retraite que quatre doigts sur chacune de ses mains. Le général Han se distingue dans une série de guerres contre les Jurchens et est réputé pour remporter des batailles où il fait face à des armées nombreuses et ne possède qu'une poignée d'hommes. Il est un grand combattant et grâce à ses faits d'armes, Yuan Tan le décrit comme équivalent à 10 000 hommes. Il est également connu comme inventeur militaire. Sa femme, Liang Hongyu, est également réputée pour son exceptionnel sens militaire.